# Congal Cennmagair

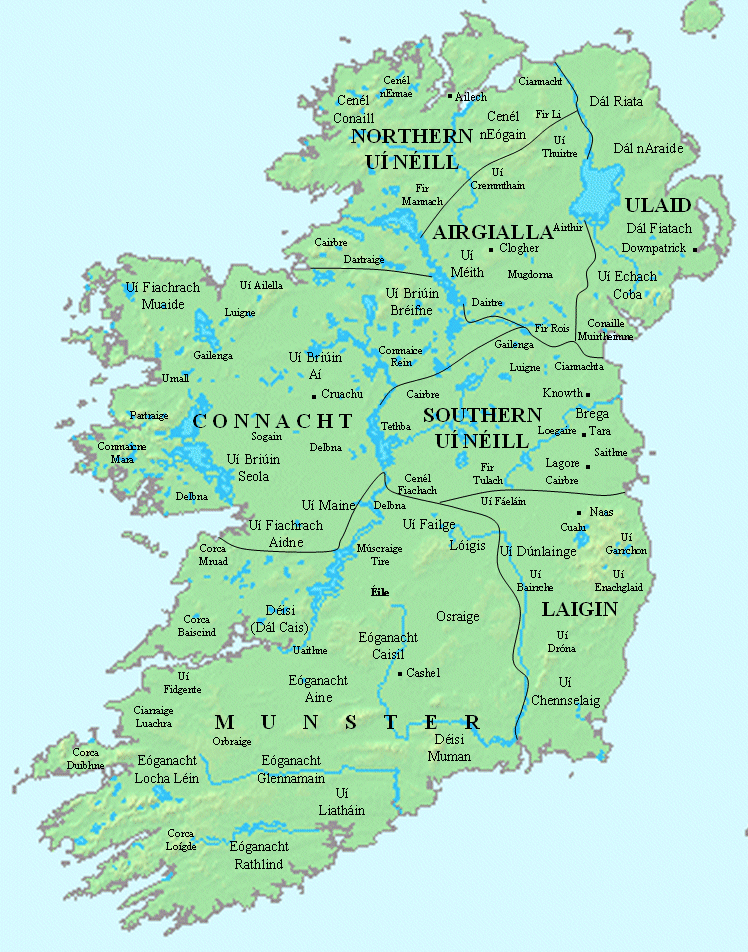
Pueblos y reinos de Irlanda cristiana Temprana.

Congal Cennmagair (m. 710) fue Rey Supremo de Irlanda. Pertenecía a los Cenél Conaill del clan Uí Néill. Su padre, Fergus Fanát, no fue rey supremo, pese a que su abuelo, Domnall mac Áedo (m. 642), sí figura como Rey de Irlanda.
Su predecesor fue Loingsech mac Óengusso, primo carnal suyo que murió en batalla en 703. Congal reinó como rey supremo de 703 a 710.
Congal fue garante de la "ley de los inocentes" de Adomnán —el Cáin Adomnáin—acordado en el Sínodo de Birr en 697. Es el segundo garante después de Loingsech y es titulado Rey de Tyrconell, aunque estos títulos pueden haber sido añadidos más tarde.
Los reinados de Loingsech y Congal representaron la cumbre de Cenél Conaill, después eclipsados por sus parientes de Cenél nEógain. Ambos parecen haber intentado expandirse hacia Connacht, con resultados ambiguos. Loingsech murió en la búsqueda de este objetivo, mientras Congal obtuvo una victoria notable contra los hombres de Connacht en 707 matando al rey Indrechtach mac Dúnchado. Congal no participó en esta batalla pero sí lo hizo el hijo de Loingsech, Fergal.
En el mismo año Congal hizo campaña en Leinster. Geoffrey Keating Foras Feasa ar Éirinn cuenta que queme la iglesia de Kildare y sugiere que su muerte estuvo relacionada con ello.
Congal murió repentinamente en 710. Una glosa a los Anales de Ulster añade que esto fue debido a un ataque.   Congal dejó varios hijos, ninguno de los cuales fue especialmente prominente. Estos hijos incluyen a Flann Gohan (m. 732) y Conaing (m. 733) que murieron en batalla contra Cenél nEógain y un hijo llamado Donngal (m. 731). Fue sucedido como Rey Supremo por otro norteño, Fergal mac Máele Dúin (m. 722) del Cenél nEógain.